# Teän
Teän (a volte scritto Tean senza la dieresi) è un'isola disabitata nella parte settentrionale dell'arcipelago delle Isole Scilly, tra Tresco (1.5 km a ovest) e St Martin's (300 m a est).
Vasta circa 16 ettari, l'isola è costituita da una serie di tor granitici: il suo punto più elevato, Great Hill, raggiunge i 40 m e si trova all'estremità orientale. Il terreno più basso è cosparso di tilliti glaciali e depositi fluvio-glaciali, con abbondanti massi erratici sulle spiagge della costa settentrionale, a segnalare il limite meridionale di una lingua glaciale; per questo motivo l'isola è classificata come sito Geological Conservation Review.
Ci sono tracce di occupazione umana dall'Età del bronzo fino all'inizio del XIX secolo e l'isola era ancora adibita a pascolo nel 1945. Sull'isola sorge una cappella paleocristiana, presumibilmente dedicata a un santo di nome Theon.
L'isola rientra sia della "Heritage Coast" sia nell'"Area di Eccezionale Bellezza Naturale" delle Isole Scilly; è gestita dall'"Isles of Scilly Wildlife Trust".

## Storia
La costa di Teän consiste di una serie di baie e spiagge sabbiose, collegate a scogli o a tumuli durante la bassa marea. La parte occidentale dell'isola presenta dei bassifondi collegati a tumuli di granito e, durante le basse maree più estreme, è possibile osservare i perimetri di campi coltivati risalenti all'epoca romana. Uno dei tumuli, denominato Old Man, ospita una struttura arcaica tipica di una tomba a camera dell'Età del Bronzo; un altro si trova su Great Hill, nella parte orientale dell'isola. Spille di fattura romana sono state rinvenute all'interno di una tomba su Old Man. Sedici tombe di epoca paleocristiana sono state rinvenute ai piedi del muro orientale della Cappella di San Theon, costruita in epoca successiva in cima alle tombe. In precedenza, il sito ospitava probabilmente una cappella di legno.
Un sopralluogo indetto dal Parlamento nel 1652 rilevò la presenza di un uomo che abitava una casa in rovina sull'isola; nel 1684 esisteva una capanna con il tetto di paglia tra East Porth e West Porth, appartenente alla signora Nance, cui si deve l'introduzione sulle Scilly della bruciatura delle alghe, allo scopo di produrre carbonato di sodio per la lavorazione del vetro. La sua famiglia continuò a vivere su Teän per diverse generazioni e nel 1717 gli abitanti dell'isola erano dieci; tuttavia, nel 1752 William Borlase vi trovò solamente campi di grano ed edifici in rovina. Nel XIX secolo Woodley registrò una presenza occasionale sull'isola, con pochi acri di terra coltivata e pecore al pascolo. C'era ancora bestiame al pascolo nel 1945.

## Flora e fauna

### Flora
L'attività umana sull'isola è proseguita fino a tempi relativamente recenti e risulta evidente dai circa 8 ettari di terreno circondati da siepi e un tempo coltivati. Quest'area, caratterizzata da suoli più profondi, è dominata dalla felce aquilina (Pteridium aquilinum) e presenta tuttora specie superstiti di piante da pascolo, come il loglio (Lolium perenne), il trifoglio dei prati (Trifolium pratense), il trifoglio dei campi (Trifolium campestre) e il fiordaliso scuro (Centaurea nigra). La prateria marittima attorno a St Helen's Porth e lungo la costa meridionale presenta abbondante armeria marittima (Armeria maritima) e fiore della nebbia (Silene maritima); nei pressi di Clodgie Point si riscontra l'uccellina pinnata (Ornithopus pinnatus). Le praterie che crescono sulle dune tra East Porth e West Porth sono importanti per la presenza di una specie assai rara, la viola di Kitaibel (Viola kitaibeliana). La sommità di Great Hill presenta una piccola area di brughiera.

#### Piante rare
- La Rumex rupestris è stata registrata sull'isola una prima volta nel 1984 e successivamente nel 2005; si tratta di una specie rientrante nell'United Kingdom Biodiversity Action Plan (BAP) e questa è una delle ragioni per cui le Isole Scilly sono classificate come Special Area of Conservation (SAC).[5][11]
- Migliarina a quattro foglie (Polycarpon tetraphyllum), registrata l'ultima volta nel 1990.
- Erba cali (Salsola kali), registrata nel 2009; un tempo si trovava diffusamente sulle spiagge sabbiose delle Scilly, ma oggi è una pianta rara; la precedente rilevazione fu nel 2004 su Samson.[12]

### Fauna
I soli mammiferi riscontrati su Teän sono il ratto delle chiaviche (Rattus norvegicus) e il topo comune (Mus musculus). Il coniglio selvatico (Oryctolagus cuniculus) potrebbe essere estinto. La mancanza di animali da pascolo sull'isola potrebbe portare all'estinzione di quelle piante, quali l'uccellina pinnata, che prediligono tappeti erbosi bassi. Nel 1850 J. W. North segnalò che Teän "è una riserva di conigli bianchi"! Ossa di crocidura minore (Crocidura suaveolens) sono state rinvenute all'interno di tumuli romani o altomedievali; la sua presenza è stata segnalata l'ultima volta nel 1964.

#### Uccelli
La citazione relativa all'iscrizione come SSSI elenca cinque specie di uccelli che nidificano sull'isola, compresa la pulcinella di mare (Fratercula arctica). Altri uccelli nidificatori sono il gabbiano tridattilo (Rissa tridactyla), il gabbiano reale nordico (Larus argentatus), lo zafferano (Larus fuscus) e un piccolo numero di mugnaiacci. Le colonie di uccelli marini sono in fase di diminuzione sulle Isole Scilly: di tutte le specie sopra elencate, nessuna risulta aver nidificato su Teän nel 2009.
Una coppia di falchi di palude (Circus aeruginosus) ha nidificato su Teän nel 2008: sono stati osservati due pulcini.

#### Invertebrati
Teän è stata un luogo di studio della farfalla Polyommatus icarus da parte degli entomologi E. B. Ford e W. H. Dowdeswell, che si accamparono sull'isola dal 26 agosto all'8 settembre 1938. I due scienziati marcarono ciascun insetto con una macchia di vernice cellulosica, in modo da evidenziare la data della prima cattura e di ogni ricattura successiva. Polyommatus icarus non è una farfalla migratrice, tanto che sul versante occidentale di St Martin's non fu catturata nessuna farfalla marcata: pertanto gli incrementi nella popolazione di Teän erano attribuibili principalmente ad aumenti di natalità e le diminuzioni alla morte. Fu notato che la forma comune della farfalla era presente su St Mary's, Tresco e St Martin's, mentre su Teän si riscontrava una razza separata, a causa dell'isolamento.
Ford le descrisse come segue:
"Le femmine catturate in estate (non ho idea di quale sia la forma primaverile) presentano un'ampia gamma di scaglie di color blu argentato pallido; ciò le rende dissimili da quelle che si ritrovano altrove, che sono nerastre o punteggiate da ombreggiature violette. Inoltre la forma di Teän presenta una caratteristica modificazione del lato inferiore delle ali posteriori, presente in entrambi i sessi: infatti, in un'ampia percentuale dei campioni osservati le due macchie poste lungo il margine risultano unite a formare una breve linea curva, e sono frequenti altre variazioni nella disposizione delle macchie. Ci troviamo probabilmente di fronte a un primo stadio nell'evoluzione di una sottospecie indipendente". 
Indagini più recenti hanno riscontrato che la Polyommatus icarus di Teän non è significativamente diversa dalle altre e la forma osservata da Ford sembra scomparsa; colori, forme e anomalie nelle femmine possono verificarsi sulle Scilly più frequentemente che altrove.
Formica rufibarbis
La Formica rufibarbis è stata descritta come ″...probabilmente l'animale più raro della terraferma britannica", con soli quattro nidi nel Surrey; la specie è estinta in Cornovaglia, dove fu registrata per l'ultima volta nel 1907. Si trova su St Martin's, sulle Eastern Isles e anche su Teän, dove fu registrata nel 2008. Il suo habitat prediletto è la brughiera aperta con abbondanza di terreni spogli. Alcune regine vengono periodicamente prelevate da St Martin's e portate nel Surrey per mantenere le colonie locali.